# Kazimierz Kolańczyk
Kazimierz Kolańczyk (ur. 24 lutego 1915 w Byszewie, zm. 20 grudnia 1982 w Poznaniu) – polski historyk prawa, profesor nauk prawnych, wieloletni kierownik Katedry Prawa Rzymskiego WPiA UAM (1951−1982) oraz WPiA UMK (1964−1971); na macierzystym wydziale pełnił także funkcję prodziekana (1952−1955) oraz dziekana (1956−1959).

## Życiorys
W latach 1933−1937 studiował prawo na Wydziale Prawno-Ekonomicznym Uniwersytetu Poznańskiego, gdzie pod kierunkiem Zygmunta Wojciechowskiego obronił pracę poświęconą prawu spadkowemu w XIII-wiecznej Wielkopolsce. Po obronie pracy magisterskiej pracował na stanowisku asystenta. W czasie II wojny światowej działał w konspiracji na Pomorzu Gdańskim. 
W 1945 roku powrócił na Uniwersytet Poznański, gdzie na podstawie ukończonej w konspiracji (1940), dysertacji zatytułowanej Najdawniejsze polskie prawo spadkowe, której promotorem był Zygmunt Wojciechowski, uzyskał stopień naukowy doktora. W 1950 roku uzyskał stopień doktora habilitowanego na podstawie rozprawy pt. Studia nad reliktami wspólnej własności ziemi w najdawniejszej Polsce do XIV wieku. Od 1955 był profesorem nadzwyczajnym, a od listopada 1973 profesorem zwyczajnym. W latach 1964–1973 był równocześnie profesorem Uniwersytetu Mikołaja Kopernika w Toruniu, gdzie m.in. przyczynił się do rewindykacji rozproszonego księgozbioru Wydziału Prawa.
Był członkiem założycielem Instytutu Zachodniego w Poznaniu. Od roku 1962 do 1965 pełnił funkcję sekretarza Rady Naukowej Instytutu. Od roku 1948 należał do Poznańskiego Towarzystwa Przyjaciół Nauk. Od roku 1973 do śmierci był członkiem i wiceprzewodniczącym Komisji Kultury Antycznej Polskiej Akademii Nauk. W pracy naukowej zajmował się dziejami polskiego prawa spadkowego i rzeczowego oraz prawem rzymskim. Opublikował m.in. znany i wielokrotnie wznawiany podręcznik Prawo rzymskie (1972).
Wypromował czterech doktorów nauk prawnych: Władysława Rozwadowskiego (1962), G. Kuleczkę (1966), Błażeja Wierzbowskiego (1975) i I. Mierzyńską (1976).
Zmarł 20 grudnia 1982, został pochowany na Cmentarzu Sołackim w Poznaniu (kwatera św. Anny-7-5)

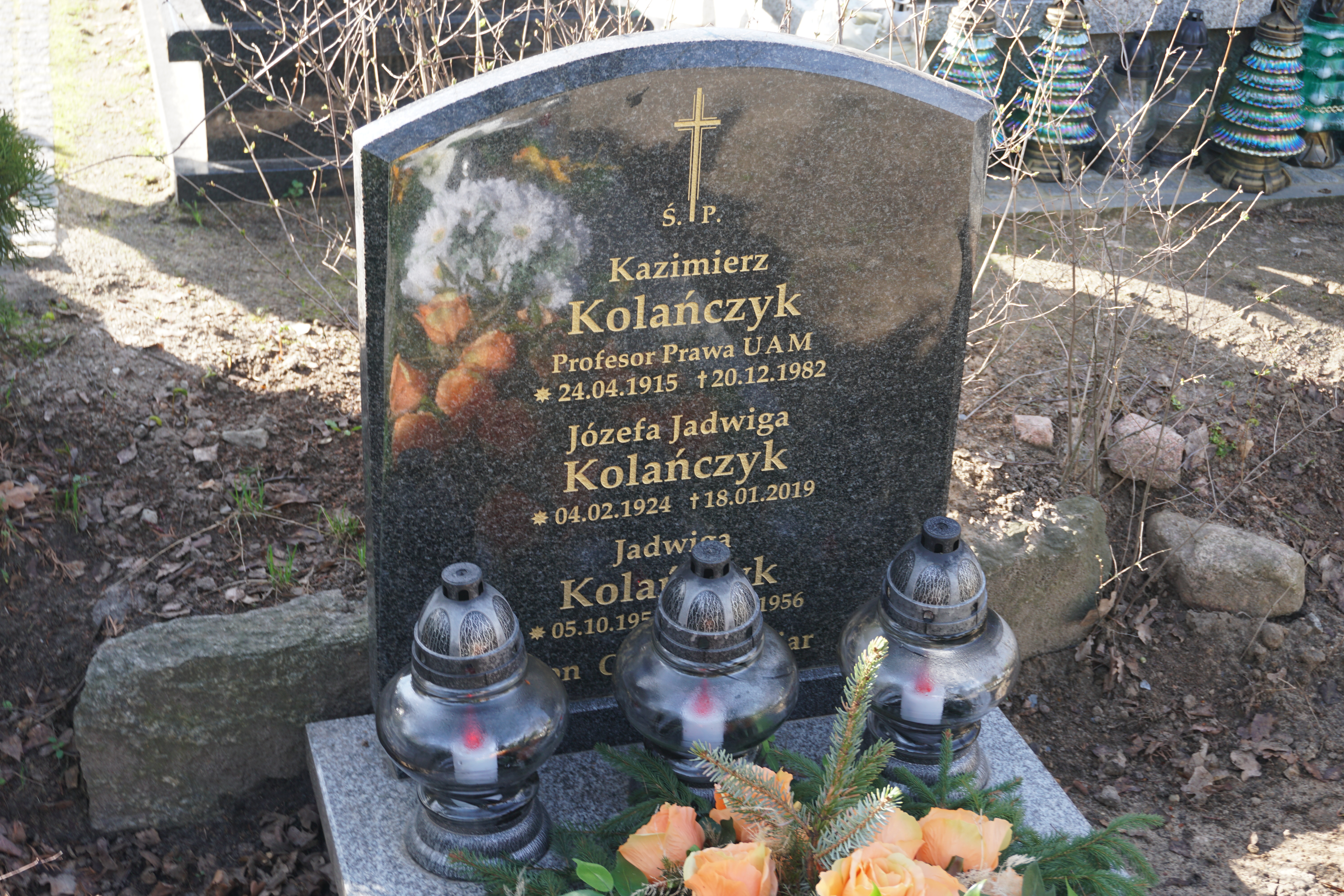
grób prof. Kazimierza Kolańczyka na cmentarzu św. Jana Vianneya w Poznaniu

## Upamiętnienie
Doroczna nagroda za najlepsze prace magisterskie obronione na Wydziale Prawa i Administracji UAM przyznawana jest w ramach konkursu im. prof. Kazimierza Kolańczyka.